# Kodi (streek)

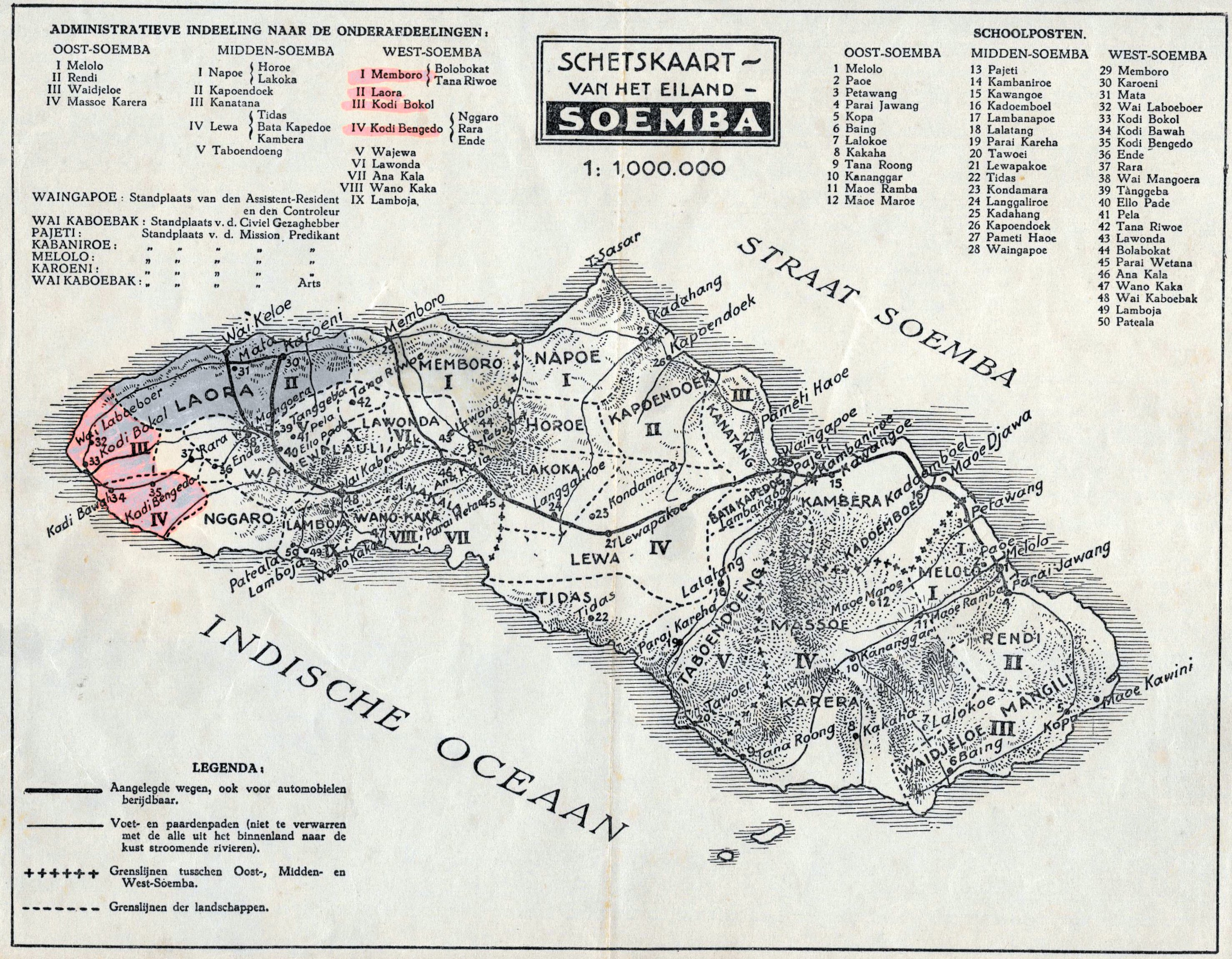
Kaart van Soemba uit 1925. Kodi is met rood aangegeven. Anno 2007 is Soemba opgedeeld in vier regentschappen waaronder Oost-Soemba en West-Soemba en ook de indeling van de tegenwoordige onderdistricten verschilt in details van die van de onderafdelingen van 1925.

Op de grote kustvlakte op de westpunt van het eiland Soemba, onderdeel van de Kleine Soenda-eilanden van Indonesië ligt het gebied dat bekendstaat als Kodi. Het bestaat uit twee onderdistricten (kecamatan): Kodi (Bokol) (354 km², 60.000 inwoners) in het noorden en Kodi Bengedo (220 km², 26.000 inwoners) in het zuiden. Het hele gebied van Kodi grenst in het noorden aan het district Laura, in het oosten aan de streek Wadjewa en in het zuidoosten aan het district Nggaura.
- Het onderdistrict Kodi Bokol telt 23 dorpen. Het bestuurscentrum  Bondokodi , ligt aan de zuidgrens van het onderdistrict op ongeveer 3,5 kilometer van de kust. De plaats is door een weg van vier kilometer verbonden met het dorp Galuwatu, dat ten zuidwesten van Bonkodi ligt.
- Het onderdistrict Kodi Bengedo telt 13 dorpen. Walla Ndimu is het bestuurscentrum.
- De taal die door de ongeveer 86.000 bewoners (2001) van Kodi wordt gesproken is het Kodisch.

## Taal
In het gebied wordt voornamelijk het Austronesische Kodisch gesproken, behorend tot de Bima-Soembatalen. In het onderdistrict Kodi spreekt men het Kodi Bokol-dialect, in Kodi Bangedo wordt Kodi Bangedo gebruikt.

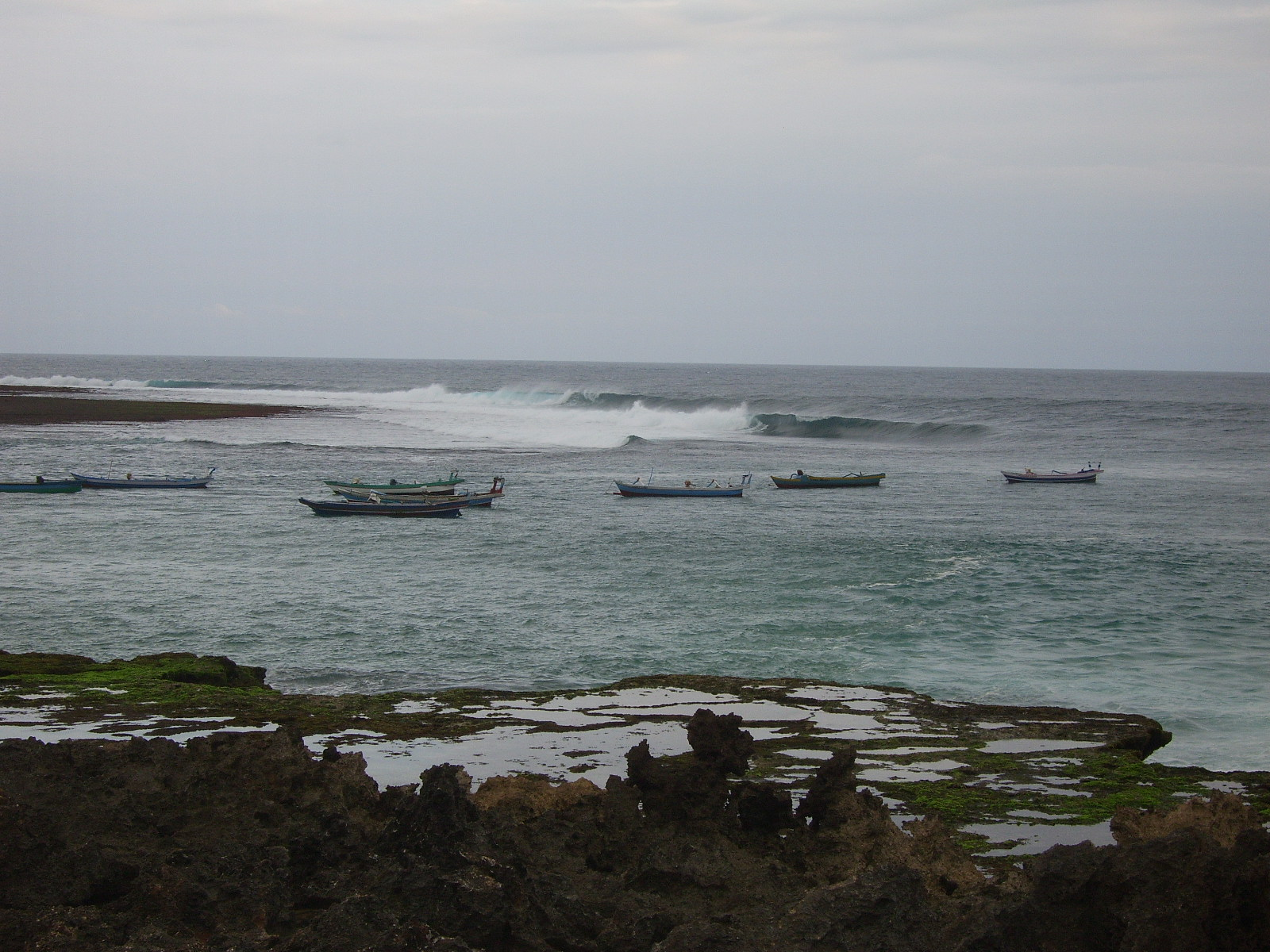
Kust bij Kodi

## Toerisme
Het gebied kent enig toerisme door de brede witte zandstranden en de blauwe zee, maar ook doordat de traditionele huizen de hoogste puntdaken van Soemba hebben (o.a. Kampung Bondakawon en kampung Tosi (hier vindt in februari ook de Pasola plaats). Bondokodi is het centrum van het gebied en geschikt als uitvalsbasis voor excursies.